# Катаскиносис
Катаскиносис (грч. Κατασκηνώσεις) је насељено место у општини Кукуш у периферији Средишња Македонија, Грчка. Према попису из 2021. године било је без становника.